# Pedro Koolman
Pedro José Celestino ("Perucho") Koolman (Willemstad, 19 mei 1933) is een Curaçaos voormalig voetballer die als linkerverdediger speelde.
Koolman had voor het Nederlands-Antilliaans voetbalelftal op de Pan-Amerikaanse Spelen in 1955 gespeeld. Hij speelde voor SUBT waarmee hij meermaals Curaçaos kampioen geworden was. Hierna maakte hij samen met teamgenoot Moises Bicentini de overstap naar N.E.C. in Nederland. Daar speelde hij 162 wedstrijden waarin hij eenmaal scoorde. In 1963 stapte hij over naar Sportclub N.E.C. en ging hij bij V&D werken. Koolman was trainer van Juliana '31 en SV Orion. Hij bleef in vele functies actief bij SV Orion waar hij lid van verdienste werd.
In 2018 was Koolman weer even in de publiciteit en trok zelfs zijn oude tenue nog eens aan.

## Carrièrestatistieken
| Seizoen         | Club            | Land            | Competitie       | Competitie | Competitie | Beker | Beker | Internationaal | Internationaal | Overig | Overig | Totaal | Totaal |
| Seizoen         | Club            | Land            | Competitie       | Wed.       | Dlp.       | Wed.  | Dlp.  | Wed.           | Dlp.           | Wed.   | Dlp.   | Wed.   | Dlp.   |
| --------------- | --------------- | --------------- | ---------------- | ---------- | ---------- | ----- | ----- | -------------- | -------------- | ------ | ------ | ------ | ------ |
| 1957/58         | N.E.C.          | Nederland       | Tweede divisie B | –          | 0          | –     | 0     | 0              | 0              | 0      | 0      | –      | 0      |
| 1958/59         | N.E.C.          | Nederland       | Tweede divisie B | –          | 0          | –     | 0     | 0              | 0              | 0      | 0      | –      | 0      |
| 1959/60         | N.E.C.          | Nederland       | Tweede divisie A | –          | 1          | –     | –     | 0              | 0              | 0      | 0      | –      | 1      |
| 1960/61         | N.E.C.          | Nederland       | Tweede divisie   | –          | 0          | –     | 0     | 0              | 0              | –      | 0      | –      | 0      |
| 1961/62         | N.E.C.          | Nederland       | Tweede divisie   | –          | 0          | 0     | 0     | 0              | 0              | –      | 0      | –      | 0      |
| 1962/63         | N.E.C.          | Nederland       | Tweede divisie A | –          | 0          | –     | 0     | 0              | 0              | –      | 0      | –      | 0      |
| Carrière totaal | Carrière totaal | Carrière totaal | Carrière totaal  | –          | 1          | –     | 0     | 0              | 0              | –      | 0      | –      | 1      |